# Home (2016)
Home is een Vlaamse film uit 2016, geregisseerd door Fien Troch. De film ging op 2 september in première op het filmfestival van Venetië in de sectie Orizzonti.

## Verhaal
Kevin komt vrij uit de jeugdgevangenis nadat hij een man in elkaar sloeg en hem voor dood achterliet. Omdat zijn vader hem niet in huis wil nemen - mede omdat hij en zijn zoon elke dag ruzie hadden - beslissen zijn tante Sonja en oom Willem om hem op te vangen. Sonja en Willem hebben een zaak in loodgieterij en Kevin gaat er aan de slag onder leercontract.
Sonja en Willem hebben een zoon: Sammy. Sammy is bevriend met de verlegen, introverte John. De moeder van John heeft een psychische aandoening. Naast verlatingsangst is ze ervan overtuigd dat John stinkt en door haar smetvrees verplicht ze de jongen soms meerdere malen per dag te douchen en andere kleren aan te doen. Verder heeft ze de woonkamer opgedeeld in denkbeeldige zones dewelke John al dan niet mag betreden. Ze laat niet toe dat John lang bij zijn vrienden blijft, laat staan er te eten of er soms te blijven overnachten. Ook misbruikt ze John seksueel.
John heeft dit probleem al eens aangekaart, maar niemand gelooft hem. Daarbij is zijn moeder heel manipulatief en plaatst zij zich in de rol van het slachtoffer als zijnde "de alleenstaande moeder met onhandelbare zoon die geen respect voor haar heeft".
Kevin zijn levensstijl laat nog te wensen over. Hij slaat een man een gebroken neus, weliswaar nadat hij door hem werd uitgedaagd om te vechten. Op vraag van John steelt hij kalmeermiddelen in een apotheek en hij rijdt met de auto van Sonja en Willem zonder dat hij een rijbewijs heeft.
Op een avond staan Sammy en Kevin buiten aan het huis van John op hem te wachten. Omdat hij niet opdaagt, gaan ze het huis binnen. Ze vinden in de keuken de moeder van John half bewusteloos en vol bloed. John is in shock en zit aan de andere kant van de keuken. Er was net ervoor tussen hen een vechtpartij ontstaan nadat John ontdekte dat zijn moeder de banden van zijn fiets heeft stuk gestoken met de intentie dat hij die avond bij haar zou blijven in plaats van bij zijn vrienden. Zonder enige aanleiding slaat Kevin de moeder van John in het gezicht waarna John haar wurgt. Sammy staat er beduusd op te staren niet wetende wat hij moet doen. Het lijk wordt in haar auto gelegd. Kevin en Sammy rijden naar huis om hun kleren te wassen.
John rijdt weg met de auto om het lijk te dumpen, maar hij wordt tegengehouden door een politiecontrole, waarbij het lijk wordt gevonden. De politie start een onderzoek en komt al snel tot de conclusie dat de schriele John wellicht niet in staat is om zijn moeder te wurgen, laat staan haar lijk te dragen tot in de kofferbak. De politie achterhaalt dat John bevriend is met Sammy en dat Sammy ooit op zijn Facebook een bericht heeft gepost met de melding dat hij weleens iemand zou willen vermoorden. Vandaar dat Sammy en Sonja naar het politiekantoor moeten komen ter ondervraging. Sammy weerlegt dat hij niets met de moord heeft te maken en dat zijn bericht geen inhoudelijke waarde heeft. Sonja probeert haar zoon Sammy te beschermen van lastige vragen door Kevin verdacht te maken, omwille van zijn eerdere veroordeling.
Sammy kan het incident niet verwerken en biecht uiteindelijk alles op aan zijn moeder. Zij is uiteraard gechoqueerd, maar ze beslissen om dit alles geheim te houden. Niet om Kevin te beschermen of John vrij te spreken, maar wel omdat Sammy "geen hulp heeft geboden aan een persoon in nood" en dus bij een rechtszaak wellicht schuldig wordt bevonden vanwege van zijn verzuim. Tegelijkertijd tracht de politie John te overtuigen om de waarheid te vertellen over de moord, maar hij blijft bij zijn verklaring dat hij de enige dader is en dat er niemand anders bij betrokken is.

## Rolverdeling
| Acteur               | Personage          |
| -------------------- | ------------------ |
| Sebastian Van Dun    | Kevin              |
| Loïc Batog           | Sammy              |
| Lena Suijkerbuijk    | Lina               |
| Mistral Guidotti     | John               |
| Karlijn Sileghem     | Sonja              |
| Robbie Cleiren       | Willem             |
| Els Dottermans       | Kevin’s moeder     |
| Jeroen Perceval      | collega-loodgieter |
| Kevin Janssens       | man op trouwfeest  |
| Jan Hammenecker      | politie-inspecteur |
| Tom Audenaert        | leraar             |
| Natali Broods        | lerares            |
| Stefaan De Winter    | collega-loodgieter |
| Katelijne Verbeke    | Lina’s moeder      |
| Günther Lesage       | apotheker          |
| Iris Van Cauwenbergh | Poetsvrouw         |

## Prijzen en nominaties
De belangrijkste:
| Jaar | Prijs                    | Categorie                      | Genomineerde(n)    | Uitslag     |
| ---- | ------------------------ | ------------------------------ | ------------------ | ----------- |
| 2018 | Magritte du cinéma       | Beste Vlaamse film             | Beste Vlaamse film | Gewonnen    |
| 2018 | Magritte du cinéma       | Beste jong mannelijk talent    | Mistral Guidotti   | Genomineerd |
| 2018 | Magritte du cinéma       | Beste jong vrouwelijk talent   | Lena Suijkerbuik   | Genomineerd |
| 2018 | Magritte du cinéma       | Beste montage                  | Nico Leunen        | Genomineerd |
| 2016 | Filmfestival van Venetië | Beste regie (sectie Orizzonti) | Fien Troch         | Gewonnen    |
| 2017 | Sabam Award              | AV - fictiefilm                |                    | Gewonnen    |